# Oktavharmonika

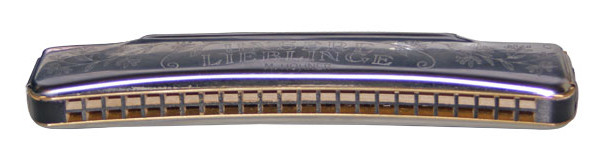
Oktavharmonika

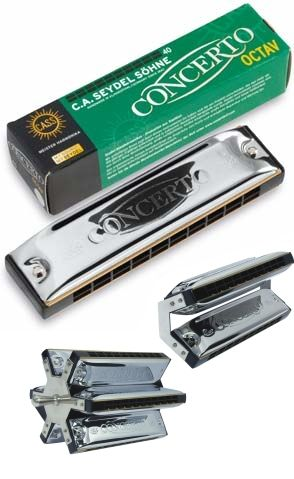
Oktavmundharmonika (Knittlingen) mit Kunststoffkanzellen

Oktavharmonikas sind eine Sorte von Mundharmonikas, die über zwei Zungen pro Ton verfügen, welche um genau eine Oktave verschoben intoniert sind. Viele sind von der Bauweise mit der einer Tremoloharmonika identisch, basieren also auf dem „Wiener System“. Oktavharmonikas sind auch nach dem „Knittlingersystem“ gebaut. In dieser Bauweise beinhaltet das obere wie auch das untere Zungenblatt alle Zug- und Blastöne der entweder höheren oder tieferen Tonlage. Der Kamm ist so ausgelegt, dass die Zug- und Blaszungen auf dem Zungenblatt nebeneinander liegen, so wie dies auch bei einer standarddiatonischen Harmonika der Fall ist.